# Piotr Głowacki
Pour les articles homonymes, voir Głowacki.
Piotr Głowacki né le 29 mars 1980 à Toruń est un acteur de cinéma et de théâtre polonais.

## Filmographie
au cinéma
- 2011 : La Chambre des suicidés
- 2011 : La Bataille de Varsovie, 1920 : Anatol
- 2011 : Sous la ville : Icek Frenkiel
- 2013 : La Fille de l'Armoire : Jacek
- 2014 : Bogowie : Marian Zembala
- 2015 : Hiszpanka : Mieczysław Paluch
- 2016 : Marie Curie : Albert Einstein
- 2016 : Dark Murders (Dark Crimes) d'Alexandros Avranas : Lukasz
- 2017 : Mission trésor (Tarapaty) de Marta Karwowska
- 2020 : Le Maître (Mistrz) de Maciej Barczewski : Tadeusz "Teddy" Pietrzykowski[1]

à la télévision
- 2016 : Bodo (série télévisée) : Michał Waszyński

## Récompenses et distinctions
- Aigle du meilleur acteur dans un second rôle aux Polskie Nagrody Filmowe pour son rôle de Marian Zembala dans Bogowie